# 張道元
張道元（韓語：장도원，1954年3月20日—），出生於韓國的美國商人。他與妻子張金淑共同創辦了享譽全球的服裝連鎖店Forever 21。

## 早年生活
張道元，一位在韓國出生並長大的商人，於1981年與妻子張金淑搬到加州。儘管他沒有接受大學教育，但他在咖啡廳工作。1984年，他們夫妻在洛杉磯高地公園開設了一家面積為900平方英尺的服飾店，最初名為Fashion 21，當時只有11,000美元的資金。這家店逐漸發展壯大，他們開設了更多的分店，並將品牌名稱改為Forever 21，也被稱為XXI。到了2015年，Forever 21的門店數量已增加到600家，員工人數達到30,000人。該公司一直是一個家族企業。然而，2019年，Forever 21不得不申請破產。

## 個人生活
張道元和張金淑育有兩個孩子，並居住在加州比佛利山。作為基督徒，他們在每個袋子的底部都印上約翰福音第3章第16節。他們的兩個女兒Esther和Linda Chang共同創辦了Riley Rose公司，專門銷售化妝品和配飾。Linda負責Forever 21的行銷工作，而Esther則負責視覺設計方面的工作。

## 慈善事業
張道元夫婦不僅向教堂和信仰團體捐款，張道元本人也積極參與傳教工作。